# Авсаджанов, Георгий Дмитриевич
Георгий Дмитриевич Авсаджанов (7 ноября 1923, Краснодар — 1980, Ставрополь) — советский художник, участник и инвалид Великой Отечественной войны, старший лейтенант, председатель Союза художников Чечено-Ингушетии.

## Биография
На момент начала войны был курсантом Краснознамённого пехотного училища в городе Орджоникидзе. В 1941 году стал командиром стрелковой роты 974-го стрелкового полка 262-й стрелковой дивизии Южного фронта. Был ранен и попал в госпиталь. После окончания лечения был направлен на Сталинградский фронт, где командовал пулемётной ротой. Снова был ранен. В 1943 году после излечения был признан инвалидом и уволен из Вооружённых Сил по ранению. Однако он отказался от полагающихся ему из-за инвалидности льгот.
В 1943 году Авсаджанов переехал в Грозный. До 1947 года работал в артели «Красный надомник», затем стал мастером по изготовлению головных уборов. В 1951 году окончил художественно-педагогическое отделение Краснодарского художественного училища. Работал учителем рисования и черчения в грозненской СШ № 18. В 1954—1962 годах работал в грозненском отделении художественного фонда РСФСР. В 1965 году стал главным художником Веденского района. В 1965—1966 года был председателем Союза художников Чечено-Ингушской АССР. В Грозном у Авсаджанова родились дети Луарсаб (1952), Николай (1955) и Наталья (1962), которые также стали художниками.
В 1969 году семья переехала в Ставрополь. Впоследствии Авсаджанов стал членом правления Ставропольского союза художников. Скончался в 1980 году в Ставрополе, где и был похоронен.
В 2010 году в Ставрополе прошла выставка работ династии художников Авсаджановых.